# Górna Bawaria
Górna Bawaria (niem. Oberbayern) – kraina historyczna w południowych Niemczech, współcześnie okręg (niem. Bezirk) oraz rejencja w kraju związkowym Bawaria. Stolicą Górnej Bawarii jest Monachium. Do Górnej Bawarii należy też najwyższa część niemieckich Alp, przepływa przez nią rzeka Izara.

## Podział administracyjny
Rejencja Górna Bawaria dzieli się na:
- cztery regiony planowania (Planungsregion)
- trzy miasta na prawach powiatu (Stadtkreis)
- 20 powiatów ziemskich (Landkreis).

| Lp. | Nazwa regionu planowania | Ludność (31.12.2010) | Powierzchnia km² | Liczba miast na prawach powiatu | Liczba powiatów |
| --- | ------------------------ | -------------------- | ---------------- | ------------------------------- | --------------- |
| 1   | Ingolstadt               | 458871               | 2848,00          | 1                               | 3               |
| 2   | Monachium München        | 2654726              | 5503,78          | 1                               | 8               |
| 3   | Oberland                 | 434700               | 3953,00          | 0                               | 4               |
| 4   | Südostoberbayern         | 801974               | 5225,00          | 1                               | 5               |

| Lp. | Nazwa miasta      | Ludność (31.12.2010) | Powierzchnia km² |
| --- | ----------------- | -------------------- | ---------------- |
| 1   | Ingolstadt        | 125088               | 133,35           |
| 2   | Monachium München | 1353186              | 310,43           |
| 3   | Rosenheim         | 61299                | 37,25            |

| Lp. | Nazwa powiatu           | Ludność (31.12.2010) | Powierzchnia km² | Liczba gmin |
| --- | ----------------------- | -------------------- | ---------------- | ----------- |
| 1   | Altötting               | 107.711              | 569,41           | 24          |
| 2   | Bad Tölz-Wolfratshausen | 121.801              | 1.110,67         | 21          |
| 3   | Berchtesgadener Land    | 102,389              | 839,97           | 15          |
| 4   | Dachau                  | 138,457              | 578,96           | 17          |
| 5   | Ebersberg               | 129.199              | 549,30           | 21          |
| 6   | Eichstätt               | 125.015              | 1.214,41         | 30          |
| 7   | Erding                  | 127.011              | 870,44           | 26          |
| 8   | Freising                | 166.375              | 801,76           | 24          |
| 9   | Fürstenfeldbruck        | 204.538              | 434,78           | 23          |
| 10  | Garmisch-Partenkirchen  | 86.336               | 1.012.28         | 22          |
| 11  | Landsberg am Lech       | 114.626              | 804,49           | 31          |
| 12  | Miesbach                | 95.641               | 863,50           | 17          |
| 13  | Mühldorf am Inn         | 110.282              | 805,32           | 31          |
| 14  | Monachium München       | 323.015              | 667,27           | 29          |
| 15  | Neuburg-Schrobenhausen  | 91.397               | 739,75           | 18          |
| 16  | Pfaffenhofen an der Ilm | 117.371              | 760,36           | 19          |
| 17  | Rosenheim               | 249.772              | 1.439,40         | 46          |
| 18  | Starnberg               | 130.283              | 488,01           | 14          |
| 19  | Traunstein              | 170.521              | 1.533,92         | 35          |
| 20  | Weilheim-Schongau       | 131.241              | 966,41           | 34          |